# Ann Cusack
Ann Cusack (Manhattan; 22 de mayo de 1961) es una actriz estadounidense. Ha trabajado en numerosas series de televisión, como Grey's Anatomy, Escándalo, One Tree Hill, Charmed, Ghost Whisperer, The Unit, Boston Legal, Huesos, Frasier, Ally McBeal, Mentes Criminales, Private Practice, Fargo, y Better Call Saul, entre otras.

## Primeros años
Cusack nació en Manhattan, Nueva York, en el seno de una familia católica de origen irlandés y creció en Evanston, Illinois. Es hermana de los actores John, Joan, Bill y Susie Cusack. Su madre, Ann Paula "Nancy" (nacida Carolan), fue profesora de matemáticas y activista política. Su padre, Dick Cusack, era actor, productor y escritor. Se formó con su hermana Joan y hermano John en el Piven Taller de Teatro en Evanston y en la Universidad de Música de Berklee, en Boston, Massachusetts.

## Carrera
Cusack protagonizó su primer papel en cine en 1992, cuando fue elegida para interpretar el personaje de Shirley Panadero en Ellas dan el Golpe. Participó en la comedia Multiplicidad, de 1996, protagonizada por Michael Keaton y Andie MacDowell. También en 1996, reemplazó a Anita Barone en El Jeff Foxworthy hasta el final de la serie. En 1998, Cusack protagonizó Maggie en Lifetime Televisión. Cusack ha participado como invitada en Anatomía de Grey, Escándalo, Un Cerro de Árbol, Charmed, Fantasma Whisperer, La Unidad, Boston Legal, Huesos, Frasier, Ally McBeal, Mentes Criminales, Private Practice, y Castle entre otros. En 2002, protagonizó un episodio de Star Trek: Enterprise titulado "Carbon Creek". Tuvo un pequeño papel en Un Asesino Algo Especial, protagonizada por sus hermanos John y Joan; apareció en la película Admitido, junto con Diane Gaines. También coprotagonizó en Ace Ventura Jr: Detective de Mascotas interpretando a Melissa Robinson Ventura, la madre del protagonista (reemplazando Courteney Cox de la película original). Cusack apareció en la serie de ciencia ficción Habitación Perdida como Helen Ruber (dos episodios, 2006). En 2015, apareció en el primer episodio de la segunda temporada de Fargo. En 2016, interpreta a Donna Dent en la película Sully, dirigida por Clint Eastwood y que trata sobre los acontecimientos del Vuelo 1549. También interpretó el papel de Rebecca Bois, exmujer de Chuck, en la serie Better Call Saul.

## Filmografía

### Película
| Año  | Título                                                                   | Papel                            |
| ---- | ------------------------------------------------------------------------ | -------------------------------- |
| 1992 | League of Their Own, AA League of Their Own, AA Liga de Su Propio        | Shirley Panadero                 |
| 1993 | Malicia                                                                  | Camarera                         |
| 1994 | Hombre de renacimiento                                                   | El secretario de Bill            |
| 1995 | Tank Girl                                                                | Sub Girl                         |
| 1995 | Point of Betrayal, TheThe Point of Betrayal, TheThe Punto de Traición    |                                  |
| 1996 | Birdcage, The Birdcage, TheThe Birdcage                                  | Mujer de televisión en Furgoneta |
| 1996 | Mis dobles, mi mujer y yo                                                | Noreen                           |
| 1996 | Mis americanos Amigos                                                    | La casa blanca Visita Guía       |
| 1997 | Grosse Pointe Espacio                                                    | Amy                              |
| 1997 | Cannes Hombre                                                            | Kitty Mónaco                     |
| 1997 | Peoria Babilonia                                                         | Candy Dineen                     |
| 1997 | Medianoche en el Jardín de Bueno y Mal                                   | Mujer de entrega                 |
| 1999 | Estigmas                                                                 | Dr. Reston                       |
| 2000 | Qué Planeta Eres De?                                                     | Liz                              |
| 2001 | América Sweethearts                                                      | Ayudante a Lee Phillips          |
| 2006 | Aceptado                                                                 | Diane Gaines                     |
| 2006 | Sensation of Sight, TheThe Sensation of Sight, TheThe Sensation de Vista | Deanna                           |
| 2006 | Arc                                                                      | Angela Blake                     |
| 2007 | Pastel: Una Historia de Boda                                             | Celeste                          |
| 2007 | Neighbor, TheThe Neighbor, TheThe Vecino                                 | Jenny                            |
| 2009 | Informant!, TheThe Informant!!, TheThe Informante!                       | Robin Mann                       |
| 2009 | First Time, TheThe First Time, TheThe Primer Tiempo                      | Beatrice                         |
| 2010 | Camino cuervo                                                            | Ava                              |
| 2014 | Nightcrawler                                                             | Linda                            |
| 2016 | Sully                                                                    | Donna Abolladura                 |
| 2017 | Corazón, Criatura                                                        | Enfermero Claire                 |

### Televisión
| Año           | Título                                                                                   | Papel                  | Notas                                                                  |
| ------------- | ---------------------------------------------------------------------------------------- | ---------------------- | ---------------------------------------------------------------------- |
| 1992          | Overexposed                                                                              | Marcy Levin            | Película de televisión                                                 |
| 1992          | Jackie Thomas Show, TheThe Jackie Thomas Show, TheThe Espectáculo de Thomas de la Jackie | Stephanie              | Serie de televisión                                                    |
| 1993          | Guerra & de amor                                                                         | Katherine              | "Día de San Valentín", "Croton encima Hudson"                          |
| 1993          | Víctima de Amor: El Shannon Mohr Historia                                                | Película de televisión |                                                                        |
| 1995          | Murder, She Wrote                                                                        | Margaret Barkley       | "La Fragancia de Asesinato"                                            |
| 1996@–97      | Jeff Foxworthy Show, TheThe Jeff Foxworthy Show, TheThe Jeff Foxworthy Espectáculo       | Karen Foxworthy        | Función principal                                                      |
| 1998          | De la Tierra a la Luna                                                                   | Jan Armstrong          | Miniserie de televisión                                                |
| 1998@–99      | Maggie                                                                                   | Maggie Día             | Función de ventaja                                                     |
| 1999          | Hombre de señoras                                                                        | Delilah                | "Da las gracias por Nada"                                              |
| 2000          | Huntress, TheThe Huntress, TheThe Huntress                                               | Melissa Schiffer       | "Secuestrado"                                                          |
| 2001          | Ally McBeal                                                                              | Rebecca Moore          | "El Curso de Obstáculo"                                                |
| 2001          | Qué Aproximadamente Joan?                                                                | Ann Gallagher          | "Las visitas de Hermana de Joan"                                       |
| 2001          | Río negro                                                                                | Mandy Pruell           | Película de televisión                                                 |
| 2002          | Mi Hermana Keeper                                                                        | Grace                  | Película de televisión                                                 |
| 2002          | Ley familiar                                                                             | Nancy Emerson          | "Alienación de Afecto"                                                 |
| 2002          | Caminata de estrella: Empresa                                                            | Maggie                 | "Riachuelo de carbono"                                                 |
| 2003          | Milagros                                                                                 | Karen Longview         | "Los Cielos Amistosos"                                                 |
| 2003          | Frasier                                                                                  | Antonia                | "Daphne Hace Cena"                                                     |
| 2003          | Hermandad de Polonia, Nuevo Hampshire, TheThe Hermandad de Polonia, Nuevo Hampshire      | Julie Shaw             | Función principal                                                      |
| 2004          | Un Cerro de Árbol                                                                        | Dr. Nora Thorpe        | "Los Años Vivientes", "Colgando por un momento"                        |
| 2004@–05      | Charmed                                                                                  | Señorita Donovan       | "Charmed Noir", "Carpe Demonio"                                        |
| 2005          | Seis Pies Debajo                                                                         | Linda Hoviak           | "Danza para mí"                                                        |
| 2006          | Fantasma Whisperer                                                                       | Grace Dowling          | "El primer Fantasma de Melinda"                                        |
| 2006          | La anatomía de Grey                                                                      | Susan Grant            | "Qué Tener yo Hecho para Merecer Esto?"                                |
| 2006          | Contacto fatal: Gripe aviar en América                                                   | Denise Connelly        | Película de televisión                                                 |
| 2006          | Huesos                                                                                   | El abogado de Brianna  | "El @Titan en la Pista"                                                |
| 2006          | Cercano a Casa                                                                           | Martha Harris          | " Hay Algo Aproximadamente Martha"                                     |
| 2006          | Lost Room, TheThe Lost Room, TheThe Perdió Habitación                                    | Helen Ruber            | Miniserie de televisión                                                |
| 2007          | Boston Legal                                                                             | Dr. Donna Follette     | "Ángel de Muerte"                                                      |
| 2007          | Mujeres de ejército                                                                      | Hannah White           | "Ropa sucia sucia"                                                     |
| 2008          | Hermanas & de hermanos                                                                   | Jamie                  | "Doble Negativo"                                                       |
| 2008          | Griego                                                                                   | Karen Carretero        | "47 Horas y 11 Minutos"                                                |
| 2008@–09      | Unit, TheThe Unit, TheThe Unidad                                                         | Susan Gillium          | Recurring Función                                                      |
| 2009          | As Ventura: Detective de Mascota Jr.                                                     | Melissa Ventura        | Película de televisión                                                 |
| 2009@–2011    | Práctica privada                                                                         | Susan Grant            | Recurring Función                                                      |
| 2010          | Mentes criminales                                                                        | Sarah Hillridge        | "Mosley Lane"                                                          |
| 2010          | Trauma                                                                                   | "Alcance de Práctica"  |                                                                        |
| 2010          | En Vista Sencilla                                                                        | Melissa Donaldson      | "Parón de pito"                                                        |
| 2010          | Genesis Files, TheThe Genesis Files, TheThe Genesis Archivos                             | Jane                   | "El B Palabra", "Conocer el Equipo", "Confrontación en Señor Burbujas" |
| 2011          | La ley de Harry                                                                          | Lynette Zales          | "La Bestia Frágil"                                                     |
| 2012          | Cuerpo de Prueba                                                                         | Gail Whirley           | "Identidad"                                                            |
| 2012          | Hart De Dixie                                                                            | Annie Hattenbarger     | "La Carrera & la Relación", "Salidas de @Drill & del Desastre"         |
| 2012          | Escándalo                                                                                | Corinne Dura           | "Cazando Estación"                                                     |
| 2013          | Maestros de Sexo                                                                         | Harriet                | "Nuevo Mundo valiente"                                                 |
| 2014          | Sullivan & Hijo                                                                          | Ellen                  | "A Todo el mundo le Encantó Frank"                                     |
| 2015          | Backstrom                                                                                | Sandy Hale-Cooper      | "El amor es una Rosa y Te Mejor No Elegirlo"                           |
| 2015          | Fargo                                                                                    | Juez Mundt             | "Esperando a holandés"                                                 |
| 2015–16       | Castle                                                                                   | Rita                   | "XX", "Rojo Muerto"                                                    |
| 2016          | Grimm                                                                                    | Señora Baske           | "Lycanthropia"                                                         |
| 2016–17       | Better Call Saul                                                                         | Rebecca Bois           | "Rebecca", "Chicanery", "Fuera Marca"                                  |
| 2017          | Magnate                                                                                  | Catherine Blake        | Serie de televisión                                                    |
| 2017          | Señor Mercedes                                                                           | Olivia Trelawney       | "En Vuestro Mark", "Dioses Quiénes Caen", "La Hora de Suicidio"        |
| 2017          | Una serie de eventos desafortunados                                                      | Jueza Justice Strauss  |                                                                        |
| 2018          | Castle Rock                                                                              | Porter                 | 5 episodios                                                            |
| 2019-presente | The Boys                                                                                 | Donna January          | 6 episodios                                                            |